# نیروگاه بادی هورنسی
نیروگاه بادی هورنسی (انگلیسی: Hornsea Wind Farm) یک نیروگاه بادی راند ۳ است که ساخت آن در سال ۲۰۱۸ شروع شد. موقعیت آن در فاصلهٔ ۱۲۰ کیلومتر دور از سواحل شرق انگلستان، در دریای شمال می‌باشد، طبق طراحی و برنامه‌ریزی صورت گرفته، ظرفیت نهایی تولید برق این نیروگاه بعد از تکمیل تمام مراحل پروژه بالغ بر ۶ گیگاوات می‌باشد.
مراحل تکمیل پروژه به چند زیربخش تقسیم شده است. پروژه اول با ظرفیت نهایی تولید برق ۱٫۲ گیگاوات در سال ۲۰۱۴ مورد تصویب قرار گرفت. ساخت هورنسی یک در ماه ژانویه ۲۰۱۸ شروع شد و در فوریه ۲۰۱۹، اولین توربین‌های نصب شده انرژی الکتریسیته را برای شبکه ملی برق بریتانیا فراهم کردند. تمام توربین‌های این بخش از پروژه تا ماه اکتبر ۲۰۱۹ نصب شدند و تجهیزات نیروگاه در ماه دسامبر ۲۰۱۹ به‌طور کامل راه اندازی گردید. با ظرفیت تولید برق معادل ۱٫۲۱۸ مگاوات، در آن موقع به بزرگ‌ترین نیروگاه بادی دریایی تبدیل شد.
پروژه دوم با ظرفیت نهایی تولید برق ۱٫۴ گیگاوات، در سال ۲۰۱۶ مورد تصویب قرار گرفت. شروع تولید انرژی الکتریسیته این پروژه در ماه دسامبر ۲۰۲۱ بود و در ماه اوت ۲۰۲۲ به‌طور کامل عملیاتی شد و با پیشی گرفتن از نیروگاه هورنسی یک، عنوان بزرگ‌ترین نیروگاه بادی دریایی در جهان را کسب کرد.
در سال ۲۰۱۶ سومین پروژه زیربخش مجموعه نیروگاه، به دو پروژه هورنسی ۳ و ۴ تقسیم گردید که ظرفیت تولید برق آنها در حدود ۱–۲ گیگاوات و ۱ گیگاوات بود که ظرفیت نهایی تولید برق پروژه مجموعه نیروگاه‌ها را به حداکثر ۶ گیگاوات افزایش می‌داد.
در ماه ژوئیه ۲۰۲۳، مقامات دولت بریتانیا ساخت نیروگاه هورنسی چهار، فاز چهار مجموعه نیروگاه را مورد تصویب قرار دادند. انتظار بر این است که نیروگاه هورنسی چهار با داشتن ۱۸۰ توربیت بادی بسیار بزرگ، بتواند ۲٫۶ گیگاوات برق تولید کرده و انرژی تجدیدپذیر کافی را برای تأمین برق یک میلیون خانه در بریتانیا فراهم سازد.